# Towarzystwo (film)
Towarzystwo (hindi: कम्पनी, ang. Company) – indyjski thriller z 2002 roku w reżyserii Ram Gopala Varmy. W rolach głównych wystąpili Mohanlal, Ajay Devgan i debiutant Vivek Oberoi. Zdjęcia kręcono w Mumbaju, Mombasie, Nairobi, Hongkongu i Zurychu.
Sequel gangsterskiego filmu Satya (1998). Film jest fikcyjną opowieścią o mumbajskiej mafijnej organizacji D-Company kierowanej przez Dawooda Ibrahima. 
Akcja rozgrywa się w Mumbaju, Hongkongu i w Kenii. Tematem filmu jest działalność przestępczej organizacji zbudowanej na przelewie krwi i niszczonej przez kolejny przelew krwi. Jeden z gangsterów łamie reguły gry okazując współczucie ofiarom planowanego zamachu. Rozpoczyna to wojnę gangów. To też film o przyjaźni w świecie, gdzie nie ma miejsca na przyjaźń, którym rządzi pieniądz i przemoc, o zdradzie i jednaniu się.

## Fabuła
Malik (Ajay Devgan), najgroźniejszy gangster bobmajskiego podziemia decyduje się przyjąć do swojego gangu hardego młodzika Chandu (Vivek Oberoi). Jego aroganckie wobec szefa zachowanie oburza ludzi Malika, ale ten zaczyna chołubić Chandu, pokłada w nim wielkie nadzieje, wtajemnicza w interesy, wyrywa z aresztu, „daje mu w prezencie” zgodę na zastrzelenie policjanta, który go w areszcie poniżał. Pozwala mu urosnąć. Brudne interesy gangu pozwalają Chandu wyrwać się ze slumsów. Dzięki „zarobkom” u Malika wprowadza się do mieszkania w odrapanym wieżowcu. Bardzo kochająca Chandu matka jest jedyną osobą, która pozwala sobie na potraktowanie zuchwałego, budzącego strach gangstera jak potrzebujące troski i nagany dziecko. Uszczęśliwia go aranżując małżeństwo z Kannu (Antara Mali). Kannu nawet wiedząc, że Chandu idzie przez życie kradnąc i zabijając gotowa jest dzielić z nim los gangstera.
Gang rozwija się, przestępstwo goni przestępstwo, rosną konta gangsterów, których „praca” potrzebna jest i bollywoodzkim gwiazdom i politykom. Ich rosnącą siłę próbuje zahamować oficer policji. Jego działania zmuszają szefowstwo gangu do opuszczenia Bombaju. Malik z kochającą go Saroją (Manisha Koirala), Chandu z żoną zaczynają kierować gangiem z Hongkongu. Ich interesy sięgają już Afryki i Europy. W Szwajcarii dochodzi do spotkania Chandu z wysoko postawionym politykiem. „Kupuje” on u Chandu śmierć ministra spraw wewnętrznych Indii. Aby uniknąć podejrzeń gang organizuje wypadek samochodowy. Akcją kieruje Chandu. W ostatniej chwili okazuje się, że do auta, które ma spłonąć na autostradzie, oprócz ministra wsiada dwójka 7-8-letnich chłopców. Wzburzony Chandu próbuje przekonać Malika do zmiany decyzji. Wbrew jego rozkazom odwołuje akcję. Na rozkaz Malika samochód zostaje jednak wysadzony w powietrze. Ginie minister i jego dwóch synków. Polityk, który zamówił sobie u gangstera usunięcie konkurenta z drogi zajmuje wkrótce jego pozycję. Sprawa ta staje się kością niezgody między dotychczas zaprzyjaźnionymi gangsterami. Wybucha wojna między Malikiem a Chandu.

## Obsada
- Mohanlal – Srinivasan
- Ajay Devgan – Mallik
- Manisha Koirala – Saroja
- Seema Biswas – Ranibai
- Vivek Oberoi – Chandrakant (Chandu)
- Antara Mali – Kannu
- Akash Khurana – Vilas Pandit
- Madan Joshi – Aslam bhai
- Bharat Dabholkar – minister Rahute
- Ganesh Yadav – Yadav
- Ashraf Ul Haq – Krishnan
- Akshay Verma – Kenkare
- Vijay Raaz – Koda Singh
- Mukesh Bhatt – Akram
- Manoj Goyal – Mental Warsi
- Isha Koppikar – gościnnie

## Nagrody

### Nagroda Filmfare
- Nagroda Filmfare Krytyków dla Najlepszego Aktora – Ajay Devgan i Manisha Koirala
- Nagroda Filmfare za Najlepsze Dialogi – Jaideep Sahni
- Nagroda Filmfare dla Najlepszego Aktora Drugoplanowego – Vivek Oberoi
- Nagroda Filmfare za Najlepszy Debiut – Vivek Oberoi
- nominacja do Nagrody Filmfare dla Najlepszego Aktora – Ajay Devgan (także za The Legend of Bhagat Singh)
- nominacja do Nagrody Filmfare dla Najlepszego Aktora Drugoplanowego – Mohanlal
- nominacja do Nagrody Filmfare dla Najlepszej Aktorki Drugoplanowej – Antara Mali
- nominacja do Nagrody Filmfare dla Najlepszego Reżysera – Ram Gopal Varma
- nominacja do Nagrody Filmfare dla Najlepszego Filmu

### IIFA Awards
- Nagroda IFFA za Najlepszą Akcje i techniczne wyzwania- Allan Amin
- Nagroda IIFA za Najlepszy Montaż – Chandan Arora
- Nagroda IIFA dla Najlepszego Aktora Drugoplanowego – Mohanlal

### Nagroda Zee Cine
- Nagroda Zee Cine dla Najlepszego Aktora Drugoplanowego – Vivek Oberoi
- Nagroda Zee Cine za Najlepszy Debiut – Vivek Oberoi
- Nagroda Zee Cine za Najlepszą Historię – Jaideep Sahni

### Nagrody Screen Weekly
- Nagroda dla Najlepszego Aktora – Ajay Devgan (dzielona z Shah Rukh Khanem za Devdas)
- Nagroda dla Najlepszego Aktora Drugoplanowego – Mohanlal
- Nagroda za Najlepszy Debiut – Vivek Oberoi (także za Road i Saathiya – też z 2002 roku)
- nominacja do Nagrody Screen Weekly dla Najlepszej Aktorki Drugoplanowej – Seema Biswas
- nominacja doNagrody Screen Weekly dla Najlepszej Aktorki Drugoplanowej – Antara Mali
- nominacja do NagrodyScreen Weekly dla Najlepszego filmu

## Muzyka
8 piosenek Sandeep Chowta, do słów Nitina Raikwara.
1. „Khallas” – Asha Bhosle, Sudesh Bhosle, Sapna Awasthi
2. „Tumse Kitna” – Altaf Raja
3. „Pyar Pyar Mein” – Babul Supriyo, Sonali Vajpayee
4. „A Shot of Company” – utwór instrumentalny
5. „Malik's Soul” – utwór instrumentalny
6. „Gandha Hai” – Sandeep Chowta
7. „Ankhon Mein” – Sowamya
8. „Khallas Remix” – Asha Bhonsle, Sudesh Bhosle